# Ігор Мазуренко
Ігор Мазуренко (нар. 9 грудня 1968, с. Балаклея, Україна) — європейський спортсмен українського походження (рукоборство, бодібілдинг, пауерліфтінг, жим лежачи), спортивний менеджер та підприємець. Чемпіон Світу з рукоборства у серії Masters 2011 року. Президент Professional Armwrestling League USA [Архівовано 1 квітня 2017 у Wayback Machine.] (Las Vegas), Віце-президент Європейської Федерації Армрестлінгу [Архівовано 29 серпня 2014 у Wayback Machine.], засновник та менеджер Кубку Світу з армрестлінгу «Золотий тур» [Архівовано 29 квітня 2020 у Wayback Machine.], Професійного Кубку Світу «Nemiroff World Cup».

## Професійна діяльність
Видатний діяч світового аматорського та професійного рукоборства (армреслінгу); спортсмен; тренер та консультант; менеджер чемпіонатів світу з професійного армрестлінгу; підприємець, продюсер; видавець і журналіст. [Архівовано 27 травня 2014 у Wayback Machine.]

## Родина та місце народження
Ігор Мазуренко народився в с. Балаклея Смілянського району Черкаської області, нині Україна. Одружений, має трьох дітей: Каріна (18), Ніна (7 років) і Микола (4 роки). Дружина Анна Мазуренко працює в сімейному бізнесі і в структурах польського та європейського армрестлінгу.

## Освіта
- Медичний технікум у місті Черкаси (1984—1985);
- Професійно-технічне училище в м. Москва (1986—1987 рр..);
- Московський інститут спорту (1987—1988 рр..).

Ігор став першим студентом, не маючим досвіду у великому спорті, якого взяли на кафедру важкої атлетики Московського інституту спорту.
Ігор Мазуренко — перший студент з культуризму в цьому інституті, який почав проводити дослідження за методологією бодибілдингу та пауерліфтингу.
2005 року продовжив навчання в Московському університеті спорту за спеціальністю «Армрестлінг».

## Магістерська дисертація
2012 року захистив кандидатську дисертацію: "Порівняльний аналіз міцності підготовки двох провідних гравців: Андрій Пушкар та Денис Циплєнков на основі їх конкуренції у Професійному Кубку Світу. Порівняння і аналіз навчальних планів та результатів ".
У 2021 році у Харківській державній академії фізичної культури захистив дисертацію на тему: "Використання інноваційного спеціалізованого тренажерного обладнання у силовій підготовці армспортсменів різної кваліфікації".

## Місце проживання
З 2000 року Ігор Мазуренко постійно проживає в Гданську (Польща).

## Спортивні досягнення
Бодібілдінг,  жим лежачи, пауерліфтинг: (1988—1999) Чемпіонат Москви, Турнір «Кубок Валентини Дікуль» (друге місце), у професійній категорії «Москва проти США». Четверте місце з жиму лежачи на чемпіонаті світу WPC (1999), у категорії 125 кг, з рахунком 245 кг.
В армреслінгу — виграв десятки турнірів, призер X Чемпіонату Польщі, Чемпіонату Європи, Чемпіон Світу з Армрестлінгу 2011 року в серії Masters.

## Тренерська діяльність
Чинний тренер, наставник чемпіонів Польщі, Європи. Автор десятків статей за методологією навчання.
2014 року, вперше в світі, Ігор запустив проект онлайн тренувань з армрестлінгу.

## Активіст аматорського армрестлінгу
Засновник першого європейського армрестлінг-клубу «Золотий тур», Гдиня та Польської Федерації армрестлінгу, Президент польської Федерації армрестлінгу (FAP), віце-президент Європейської Федерації армрестлінгу [Архівовано 29 серпня 2014 у Wayback Machine.].

## Менеджер ПРОФЕСІЙНОГО армрестлінгу
Засновник Ліги ПРОФЕСІЙНОГО Армрестлінгу (PAL) і засновник та менеджер Кубку світу з армрестлінгу «Золотий тур» [Архівовано 29 квітня 2020 у Wayback Machine.], ПРОФЕСІЙНОГО Кубку Світу«Nemiroff World Cup».

## Видавець, журналіст, репортер
Журналіст / оглядач, автор сотень інтерв'ю та статей, фоторепортажів, зокрема, на сторінках www.armpower.net [Архівовано 27 травня 2014 у Wayback Machine.] та сайті журналу «Armpower».

## Видавець
Засновник та видавець журналу «Armpower»;
Засновник порталу armpower.net [Архівовано 13 лютого 2012 у Wayback Machine.].
Редактор головного додатку до щомісячного видання «Спорт для всіх»;
Продюсер фільмів, присвячених армрестлінгу [Архівовано 20 листопада 2016 у Wayback Machine.];
Один з фільмів був визнаний найкращим у категорії «Спортивні програми» в рамках Міжнародного фестивалю кіно та спортивних програм «Варшава 2007» і посів друге місце в XXV Міжнародному фестивалі в Мілані «Спорт Фільми & TV» у категорії «ТВ-шоу Спорт».

## Підприємництво
Власник компанії з виробництва спортивних харчових добавок FIT MAX;
Розробник та виробник спортивного обладнання, власник компанії «Mazurenko Armwrestling Equipment».

## Від мрії до її реалізації
У школі Ігор мріяв стати хірургом і рятувати життя людей. Іншою його мрією стало небо. Він колекціонував моделі літаків цивільної та військової авіації. Сьогодні у Ігоря є ліцензія пілота.
У 1980-х роках у Ігоря з'явився інтерес до спорту, особливо до  бодібілдингу. За допомогою нечисленних доступних, як правило, зарубіжних навчальних матеріалів, Ігор з друзями починає займатися бодібілдінгом і силовими тренуваннями. Наприкінці 1990-х Ігор переїжджає з України до Польщі, де відкриває бар з українською кухнею.

## Ігор Мазуренко та армрестлінг у Польщі
Живучи в Гданську і тренуючись в місцевих клубах, Ігор почув про професійний турнір, який мав відбутися на пірсі в  Сопоті. На додаток до жиму лежачи, на турнірі проводилися змагання з  армрестлінгу. Ігор узяв у них участь, перемігши у фіналі гравця, який кілька років перемагав на Пірсі в Сопоті.
З цього моменту Ігор Мазуренко присвятив своє життя дослідженню всього, що пов'язане з цією, невідомою досі в Польщі, спортивною дисципліною.
Завдяки його ініціативі, утворилася група ентузіастів, які почали історію польського армрестлінгу. Серед них були: Спортсмени: перші учасники змагань, що представляють Польщу на турнірі «Дуель гігантів»: Mirosław Myszke, Robert Grigorcewicz, Bartłomiej Babij, Daniel Hebel i Ireneusz Weber;
Перша Національна збірна Польщі, відібрана для першого міжнародного турніру, а саме, чемпіонату Європи: Łukasz Krasoń, Daniel Hebel, Bartłomiej Babij, Marcin Kreft, Robert Tysięczny, Mirosław Myszke, Dariusz Gabrynowicz, Norbert Parzucha, Daniel Okoniewski.
Тренери: перші кілька людей, які почали проводити заняття в кількох центрах армрестлінгу Ігоря Мазуренко «Золотий тур» в Гдині і Мартіна Крефта «Золотий Лев».
Організатори: ентузіасти, які, разом з Ігорем Мазуренко, почали організовувати змагання з армрестлінгу Adam Popiołek i Andrzej Gardocki.
Судді: David Shead, Artur Lewandowski, Monika Duma та інші
Журналісти: Leszek Soboń, Piotr Szymanowski разом з першою групою фотографів Mirkiem Krawczakiem, Markiem Pańczykiem і Pawłem Klajnederem.
Ці люди почали спеціалізуватися на армрестлінгу і займатися випуском статей та фотографій. Сьогодні армреслінг в Польщі отримує послідовне висвітлення в ЗМІ, кульмінацією якого є сторінка armpower.net [Архівовано 13 лютого 2012 у Wayback Machine.].

## Робота для ЗМІ
Одночасно з організацією першого спортивного заходу, Ігор Мазуренко почав роботу з просування армрестлінгу в  засобах масової інформації. Він популяризує дисципліну як в місцевих засобах масової інформації так і в національних і галузевих.

## Початок армрестлінгу в Польщі
У 1999 році, Ігор Мазуренко, займаючись пауерліфтингом, отримав пропозицію від Української Федерації Армрестлінгу провести матч між Польщею та Україною. Метою заходу була популяризація спорту в Польщі. Охочих було багато, але в турнірі могли взяти участь лише 5 спортсменів з кожного боку. 28 листопада 1999, під час змагань з бодібілдингу, був проведений перший турнір з армрестлінгу в Польщі під назвою «Дуель гігантів.»
У лютому 2000 року, був організований ще один турнір за участю українських гравців, а в березні в м. Гдиня був офіційно зареєстрований перший польський спортивний клуб з армрестлінгу «Золотий тур».
У квітні 2000 року, делегація клубу відвідала Москву на запрошення тодішнього президента ЄАФ Ігор Ахмеджіна. Професіоналізм польських представників отримав високу оцінку ЄАФ, в результаті чого Польської Федерації довірили організацію в Польщі X Чемпіонату Європи з армрестлінгу.
Найбільш важливою подією 2000 стало прийняття польської федерації в Європейську федерацію армрестлінгу [Архівовано 29 серпня 2014 у Wayback Machine.]. Під час конгресу WAF [Архівовано 30 червня 2014 у Wayback Machine.], що відбувся під час Чемпіонату світу у Рованіємі (Фінляндія), більшість учасників ухвалило рішення, що чемпіонат світу 2001 року пройде в Польщі.
У грудні 2001 року відбувся XXII чемпіонат світу з армрестлінгу. У Гдиню з'їхалося до 560 спортсменів, які представляли 29 країн. Польська команда складалася з 30 спортсменів.
Панель журналістів і правителів Tri-City визнав XXII чемпіонат світу найкращою спортивною подією 2001 року.
З моменту створення Польської Федерації армрестлінгу, в Польщі відкрилися десятки клубів ПРОФЕСІЙНОГО армрестлінгу. У 2006 році в Польщі функціонувало вже більше 40 клубів, що об'єднують понад 500 спортсменів.

## Історія збірної Польщі
Історія збірної Польщі з армрестлінгу почалася в 2000 році на чемпіонаті Європи, що відбулися в Гдині. Польська збірна мала 9 борців.
Перший клуб армрестлінгу в Польщі під назвою «Золотий тур» був відкритий в Гдині. Тоді ж почав видаватися журнал «Armpower» на трьох мовах.
У 2000 році була заснована Польська федерація армрестлінгу, президентом якої є Ігор Мазуренко.
З 1999 року в Польщі проходять регулярні змагання різних рівнів: аматорський, національний і Кубок Польщі, Чемпіонат Польщі та інші місцеві змагання.
У Польщі, за ініціативи та безпосередньої участі Ігоря Мазуренка, неодноразово були організовані і пройшли міжнародні змагання з армрестлінгу, зокрема:
- 1999: «Дуель гігантів Армрестлінг — Гдиня»;
- 2000: «Перший Міжнародний Турнір з Армрестлінгу „Злотий Тур“, Гдиня»;
- 2001: «XXII Чемпіонат Світу з армрестлінгу — Гдиня»;
- 2001: «Другий Міжнародний Турнір з Армрестлінгу „Злотий Тур“, Гдиня»;
- 2002: «Третій Міжнародний Турнір з Армрестлінгу „Злотий Тур“, Гдиня»;
- 2003: «Перший професійний Чемпіонат світу з армрестлінгу», Варшава;
- 2004: «XIV Чемпіонат Європи з армрестлінгу — Гдиня»;
- 2004: «II Кубок світу для професіоналів з армрестлінгу — Nemiroff World Cup — Варшава»;
- 2005: «Міжнародний Гала Армрестлінг — Starogard»;
- 2005: «Міжнародний Гала Армрестлінг — Явожно»;
- 2005: «Міжнародний Гала Армрестлінг — Ольштин»;
- 2005: «III Кубок світу для професіоналів з армрестлінгу — Nemiroff World Cup — Варшава»;
- 2006: «Міжнародний Гала Армрестлінг Навчання — Гдиня»;
- 2006: «Міжнародний Гала Армрестлінг Навчання — Starogard»;
- 2006: «IV Кубок світу для професіоналів з армрестлінгу — Nemiroff World Cup — Варшава»;
- 2007: «Міжнародний Гала Армрестлінг — Гдиня»;
- 2007: «Міжнародний Гала Армрестлінг — Starogard»;
- 2007: «V Кубок світу для професіоналів з армрестлінгу — Nemiroff World Cup — Варшава»;
- 2008: «Міжнародний Гала Армрестлінг Навчання — Гдиня»;
- 2008: «Міжнародний Гала Армрестлінг Навчання — Сопот»;
- 2008: «VI Кубок світу для професіоналів з армрестлінгу — Nemiroff World Cup — Варшава»;
- 2009: «VII Кубок світу для професіоналів з армрестлінгу — Nemiroff World Cup — Варшава»;
- 2010: «Європейська Армрестлінг ліга — Przeźmierowo»;
- 2010: «VIII Кубок світу для професіоналів з армрестлінгу — Nemiroff World Cup — Сопот»;
- 2011: «IX Кубок світу для професіоналів з армрестлінгу — Nemiroff World Cup — Ozarow»;
- 2012: «XXII Чемпіонат Європи — Гданськ 2012»;
- 2012: «X Кубок світу для професіоналів з армрестлінгу — Nemiroff World Cup — Варшава»;
- 2013: «XXXV Чемпіонат світу з армрестлінгу — Гдиня».

## Структура Європейського аматорського армрестлінгу
З 2003 по 2008, Ігор Мазуренко обіймав посаду головного секретаря Європейської Федерації армрестлінгу.
З 2008 року Ігор Мазуренко — Віце-президент Європейської Федерації армрестлінгу [Архівовано 29 серпня 2014 у Wayback Machine.], президентом Федерації є Ассен Hadjitodorov — Болгарія.

## Професійний армрестлінг
З 2002 року Ігор Мазуренко та Ассен Hadjitodorov створили PAL — Professional Armwrestling League, глобальну організацію, метою якої є організація професійних боїв з армрестлінгу. Офіси PAL в даний час функціонують в Софії, Гдині, Дубаї і Лас-Вегасі.
З 2012 року Ігор Мазуренко — Президент PAL США, м. Лас-Вегас, США.
У подіях, організованих PAL вже взяли участь сотні спортсменів із понад 40 країн з усього світу.

## Крім армрестлінгу
- Інтереси поза спортом та професійної діяльності, тісно пов'язаної зі спортом: історія польсько-українських відносин.
- Авіація — діючий пілот спортивної авіації, має ліцензію пілота і акробатичної підготовки пілотів.